# Prix de Coincy
Le prix de Coincy est une distinction décernée par la Société botanique de France depuis 1904. En hommage au botaniste Auguste-Henri Cornut de la Fontaine de Coincy (1837-1903), elle est attribuée à un botaniste pour l’importance de ses travaux de recherche en taxinomie.
Le prix de Coincy fait partie des fondations de la grande médaille de l'Académie des sciences.

## Liste des lauréats
- 1905 : Jules Aimé Battandier (1848-1922) et Louis Charles Trabut (1853-1929)
- 1906 : Auguste Marie Hue (1840-1917)
- 1907 : Émile Gadeceau (1845-1928)
- 1908 : Auguste François Marie Glaziou (1828-1906, posthume)
- 1909 : Frère Héribaud-Joseph (1841-1917)
- 1910 : Ferdinand Renauld (1837-1910)
- 1911 : Julien Harmand (1844-1915)
- 1912 : Antoine Lauby (1872-1919)
- 1913 : Jules Revol (1860-1928)
- 1914 : Henri Sudre (1862-1918)
- 1915 : Elie Decrock (1868-1944)
- 1916 : Émile Marnac (1853-1929) et Alfred Reynier (1845-1932)
- 1917 : François Gagnepain (1866-1952)
- 1918 : non attribué
- 1919 : non attribué
- 1920 : Charles Isidore Douin (1858-1944)
- 1921 : non attribué
- 1922 : non attribué
- 1923 : Charles-Joseph Marie Pitard-Briau (1873-1927)
- 1924 : non attribué
- 1925 : Gabriel Dismier (1856-1942)
- 1926 : non attribué
- 1927 : Émile Chateau (1866-1952)
- 1928 : Étienne Marcellin Granier-Blanc (1861-1937)
- 1929 : Jean Arènes (1898-1960)
- 1930 : Émile Issler (1872-1952) et encouragements à François Chassignol (1865-1960)
- 1931 : Jacques Désiré Leandri (1903-1982)
- 1932 : Émile Walter (1873-1953)
- 1933 : non attribué
- 1934 : Robert Potier de la Varde (1878-1961)
- 1935 : non attribué
- 1936 : non attribué
- 1937 : Félix Lenoble (1867-1948)
- 1938 : Émile Jahandiez (1876-1938)
- 1939 : non attribué
- 1940 : Antoine de Cugnac (1895-1987)
- 1941 : non attribué
- 1942 : non attribué
- 1943 : non attribué
- 1944 : Jean-Marie Turmel (1920-2003)
- 1945 : non attribué
- 1946 : non attribué
- 1947 : Louis Rallet (1897-1969)
- 1948 : Suzanne Jovet-Ast (1914-2006)
- 1949 : Henri Stehlé (1909-1983), Madeleine Stehlé (1906-2008) et Louis Quentin (1891-1958)
- 1950 : Alphonse Faure (1865-1958)
- 1951 : Maurice Chassagne (1880-1963)
- 1952 : non attribué
- 1953 : René Letouzey (1918-1989)
- 1954 : non attribué
- 1955 : Charles d'Alleizette (1884-1967)
- 1956 : Alphonse Lachmann (1917-1961)
- 1957 : Émile Lachaussée (1899-1966)
- 1958 : Geneviève Feldmann (1910-1994) épouse de Jean Feldmann
- 1959 : Robert Corillion (1908-1997)
- 1960 : Robert Gorenflot (1922-2016)
- 1961 : Robert Virot (1915-2002)
- 1962 : Jean-Marie Géhu (1930-2014)
- 1963 : Marie-Thérèse Cerceau-Larrival (1930-1998)
- 1964 : Juliette Contandriopoulos (1922-2011)
- 1965 : Gérard Cusset (1936-)
- 1966 : Jean-Louis Guignard (1931-2018)
- 1967 : Jean Augier (1909-1997)
- 1968 : André Lawalrée (1921-2005)
- 1969 : Guy Durrieu (1931-2016)
- 1970 : André Baudière (1932-2010)
- 1971 : Aline Raynal-Roques (1937-2022)
- 1972 : Delphine Cartier (1935-)
- 1973 : Jacques Vassal (1933-)
- 1974 : Georges Clauzade (1914-2002)
- 1975 : Philippe Küpfer (1942-)
- 1976 : Agnès Parguey-Leduc (es) (1936-)
- 1977 : Solange Blaise (1936-)
- 1978 : Krystyna Urbańska (de) (1935-2023)
- 1979 : Odile Decamps (?-)
- 1980 : Henri Couderc (1935-2020) et Monique Guern (?-)
- 1981 : Pedro Montserrat Recoder (es) (1918-2017)
- 1982 : Anna Maria Cauwet-Marc (ca) (1937-)
- 1983 : Jean Sapaly (?-)
- 1984 : Philippe Jauzein (1953-)
- 1985 : Chantal Billard (1947-)
- 1986 : Régine Verlaque (?-)
- 1987 : Jacques Moret (1957-)
- 1988 : Jean-Frédéric Brunel (1945-)
- 1989 : Christian Raynaud (1939-1993)
- 1990 : Christian Bernard (1944-)
- 1991 : Robert Deschâtres (1923-2016)
- 1992 : Catherine Bernard (?-)
- 1993 : André Bellemère (ru) (1917-2014)
- 1994 : Jean-Marie Royer (1944-)
- 1995 : non attribué
- 1996 : Jean-Pierre Reduron (1950-)
- 1997 : non attribué
- 1998 : Elias Landolt (en) (1926-2013)
- 1999 : Michel Hoff (1951-)
- 2000 : non attribué
- 2001 : non attribué
- 2002 : non attribué
- 2003 : non attribué
- 2004 : Valéry Malécot (1974-)
- 2005 : non attribué
- 2006 : Jean-Yves Dubuisson (1968-) et Robert Portal (1948-)
- 2007 : non attribué
- 2008 : France Rakotondrainibe (es) (1944-)
- 2009 : non attribué
- 2010 : non attribué
- 2011 : Lucile Boiteau-Allorge (1937-2023)
- 2012 : Arnaud Bizot (?-)
- 2013 : Jean-Marc Tison (1960-)
- 2014 : Vincent Savolainen (1966-)
- 2015 : Daniel Jeanmonod (es) (1953-)
- 2016 : Jacques Bordon (1945-)
- 2017 : Pierre Coulot (1965-) et Philippe Rabaute (1954-)
- 2018 : Benoît Bock (1972-)
- 2019 : non attribué
- 2020 : Florian Jabbour (?-)
- 2021 : Jérôme Munzinger (?-)
- 2022 : Jacques Florence (1951-)
- 2023 : Yohan Pillon (?-)
- 2024 : Marc Pignal (?-)

## Source
- (fr) Site officiel de la Société botanique de France
- (fr) Site officiel du prix de Coincy
- Journal de botanique (revue de la Société botanique de France)